# Туркменистан - Китай (газопровод)
Газопроводът „Туркменистан – Китай“, познат също като газопровод „Централна Азия – Китай“, е тръбопровод за природен газ от Централна Азия до Ксинджанг в Китайската народна република.

## История
Първоначалното предложение за газопровода е представено като газопровод „Казахстан – Китай“, който да следва успоредно съществуващия нефтопровод „Казахстан – Китай“. През юни 2003 г., по време на визитата на китайския президент Ху Дзинтао в Казахстан, са подписани споразумения за ускоряване на оценката на проекта. В резултат на тези споразумения „КазМунайГаз“ и „Петрочайна“ стартират проучване за осъществимост на проекта за газопровода. През това време Китай продължава преговорите с други централноазиатски страни.
На 3 април 2006 г. Китай и Туркменистан подписват рамково споразумение за изграждане на газопровода и за дългосрочно снабдяване с природен газ. През юни 2007 г., по време на визитата му в Китай, туркменският президент Курбангули Бердимухамедов подписва споразумение за ускорение на изпълнението на туркменско-китайския газопровод. На 30 април 2007 г. Узбекистан и Китай подписват споразумение за изграждане и експлоатация на узбекската част от газопровода. През юли 2007 г. е официално оповестено, че Туркменистан ще се присъедини към проекта за газопровод „Казахстан – Китай“. На 8 ноември 2007 г. Казахската нефтена компания „КазМунайГаз“ подписва споразумение с Китайската национална нефтогазова корпорация (CNPC) за бъдеща работа по тръбопровода.
На 30 август 2007 г. започва изграждането на 188-километровия туркменски участък на тръбопровода. Този участък е построен от „Стройтрансгаз“ Архив на оригинала от 2018-08-31 в Wayback Machine., филиал на „Газпром“. Главните изпълнители са Китайското бюро за нефтопроводи, CNPC и „Зеромакс“. Изграждането на узбекската част започва на 30 юни 2008 г. Построена е от „Азия Транс Газ“, джойнт венчър дружество на „Узбекнефтегаз“ и CNPC. Работата по казахската част започва на 9 юли 2008 г. и първият етап е завършен през юли 2009 г. Изпълнена е от Азиатската газопроводна компания, джойнт венчър дружество на CNPC и „КазМунайГаз“. Главните изпълнители на тази част са „Казстройсервиз“ и Китайската петролна корпорация за проектиране и строителство. Първите 2 успоредни линии са завършени в началото на ноември 2009 г.
Казахската част от тръбопровода е открита на 12 декември 2009 г. по време на визитата на китайския президент Ху Дзинтао в Казахстан. Целият тръбопровод е открит на 14 декември 2009 г. на церемония в Саман-Депе по време на визитата на Ху Дзинтао в Туркменистан, заедно с лидерите на Туркменистан, Узбекистан и Казахстан.

## Значение
Според CNPC притокът на туркменски газ значително ще помогне на Китай да задоволи енергийните си нужди и ще стабилизира енергийната ѝ структура. Доставките от газопровода ще увеличат дяла на прироедн газ от общата енергийна консумация на страната с приблизително 2%, което ще намали емисиите на пушек, прах и въглероден диоксид. Това се равнява на приблизително 50% от произведения за 2007 г. природен газ в Китай. Що се отнася до Туркменистан, проектът ще помогне на Туркменистан да разнообрази енергийния си експорт, като доставя газ не само към Русия и Иран, а и на изток. До откриването на тръбопровода почти 70% от туркменския износ на газ минава по руски тръбопроводи. Газопроводът „Централна Азия – Китай“ е първият, който пренася централноазиатски газ до Китай и подчертава китайското търсене на централноазиатския енергиен износ.
Докато Казахстан и Узбекистан също обмислят да продават своя газ на Китай, Китайското правителство вече е направило своите ходове за проникване по-надълбоко в централноазиатския енергиен сектор, давайки на Туркменистан заем от 3 млрд. $ за развитието на южно-йолотанските газови находища през 2009 г. и 10 млрд. $ на Казахстан като предплата за бъдещи нефтени доставки.

## Общи данни
Дължината на целия газопровод е 1833 километра, 188 километра от които се намират на територията на Туркменистан, а 530 километра – на територията на Узбекистан. Диаметърът му е 1067 милиметра. Първият етап е завършен през 2009 г. Вторият, който всъщност добавя още 1 тръба и увеличава капацитета до 40 милиарда кубични метра газ на година, трябва да бъде завършен през 2011 г. 30 милиарда кубични метра ще бъдат доставяни от Туркменистан и 10 милиарда кубични метра – от Казахстан. Очаква се да струва 7,3 милиарда $. Проектът също така включва пречиствателна станция в Саманд-Депе, чиято цел е да намалява съдържанието на сяра в природния газ.

## Маршрут
Тръбопроводът тръгва от Саман-Депе, пренасяйки природен газ от газовите находища в Багтярлък (Bagtyýarlyk на туркменски) на десния бряг на река Амударя в Туркменистан. Добит е главно от Йолотанските и Саг-Кенарските газови находища. Тръбопроводът влиза в Узбекистан в Олот, минава през територията на страната до Южен Казахстан, успоредно на съществуващия Газопровод Бухара - Ташкент - Бишкек - Алмати. Той пресича границата на Казахстан и Китай в Хоргос, където се свързва с втората тръба Запад-Изток. В Шимкент тръбопроводът ще бъде свързан с 1400-километровото разклонение от Бейню в Западен Казахстан.
Той ще се снабдява от газовите находища Карачаганак, Тенгизанд и Кашаган. Разклонението ще има капацитет от 15 милиарда кубични метра природен газ на година. Ще бъде пуснат в експлоатация през 2014 г.